# 1985 na ciência

## Eventos
- É criada a linguagem de programação Clipper
- outubro - Richard Stallman funda a Free Software Foundation (FSF)
- Identificado o buraco na camada de ozônio.

## Nascimentos
| Data | Nome | Profissão | Nacionalidade | Observações | Ref |
| ---- | ---- | --------- | ------------- | ----------- | --- |

## Mortes
| Data           | Nome                    | Profissão                          | Nacionalidade             | Observações                                                      | Ref         |
| -------------- | ----------------------- | ---------------------------------- | ------------------------- | ---------------------------------------------------------------- | ----------- |
| 19 de janeiro  | Eric Voegelin           | filósofo e cientista político      | Alemanha                  | n. 1901                                                          |             |
| 22 de janeiro  | Paul Harteck            | químico                            | Áustria                   | n. 1902                                                          |             |
| 3 de março     | Iosif Shklovsky         | astrônomo e astrofísico            | União Soviética           | n. 1916                                                          |             |
| 20 de abril    | Charles Francis Richter | sismólogo                          | Estados Unidos            | n. 1900                                                          |             |
| 25 de abril    | Francis Parker Shepard  | geólogo marinho e sedimentologista | Estados Unidos            | n. 1897 Medalha Wollaston 1966 Medalha Sorby 1978                | [ 1 ]       |
| 25 de abril    | Victor Kupradze         | matemático                         | União Soviética (Geórgia) | n. 1903                                                          |             |
| 20 de julho    | Bruno de Finetti        | matemático                         | Itália                    | n. 1906                                                          |             |
| 30 de julho    | Julia Robinson          | matemática                         | Estados Unidos            | n. 1919                                                          |             |
| 2 de agosto    | José Vicente Gonçalves  | matemático                         | Portugal                  | n. 1896                                                          |             |
| 21 de agosto   | Philip Donald Estridge  | engenheiro informático             | Estados Unidos            | n. 1937                                                          |             |
| 7 de setembro  | George Pólya            | matemático                         | Hungria                   | n. 1887                                                          |             |
| 9 de setembro  | Paul John Flory         | químico                            | Estados Unidos            | n. 1910 Nobel da Química 1974                                    | [ 2 ]       |
| 12 de setembro | Maurice Anthony Biot    | físico                             | Bélgica / Estados Unidos  | n. 1905 Medalha Timoshenko 1962 Medalha Theodore von Karman 1967 | [ 3 ] [ 4 ] |
| 5 de outubro   | Karl Menger             | matemático                         | Áustria                   | n. 1902                                                          |             |
| 29 de outubro  | Evgeny Lifshitz         | físico                             | União Soviética           | n. 1915 Prémio Lenin 1962                                        |             |
| 5 de novembro  | Jean Théodore Delacour  | ornitólogo                         | França                    | n. 1890                                                          |             |
| 22 de dezembro | Eliseu Paglioli         | médico, professor e político       | Brasil                    | n. 1898                                                          |             |

## Prémios

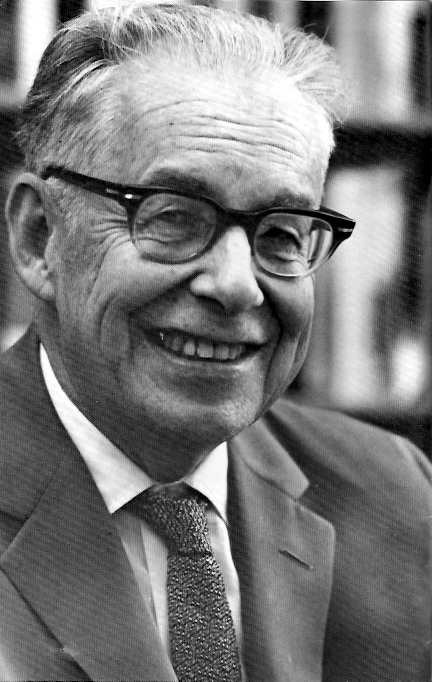
Charles Francis Richter
(1900 - 1985)

### Medalha Albert Einstein
- Edward Witten[5]

### Medalha Arthur L. Day
- Freeman Gilbert[6]

### Medalha Bigsby
- Stephen Sparks[7]

### Medalha Bruce
- Thomas G. Cowling[8]

### Medalha Copley
- Aaron Klug[9]

### Medalha Davy
- Jack Lewis[10]

### Medalha Guy
- prata - A. Bissell[11] e W. Pridmore[11]
- bronze - David Spiegelhalter[12]

### Medalha Hughes
- Tony Skyrme[13]

### Medalha Penrose
- Rudolf Trümpy[14]

### Medalha Real
- John Argyris,[15] John Bertrand Gurdon[15] e Roger Penrose[15]

### Prémio Nobel
- Física - Klaus von Klitzing[16]
- Química - Herbert A. Hauptman,[2] Jerome Karle[2]
- Medicina - Michael Stuart Brown,[17] Joseph Goldstein[17]
- Economia - Franco Modigliani[18]

### Prémio Turing
- Richard Karp[19]